# Hans Peter Lindlar

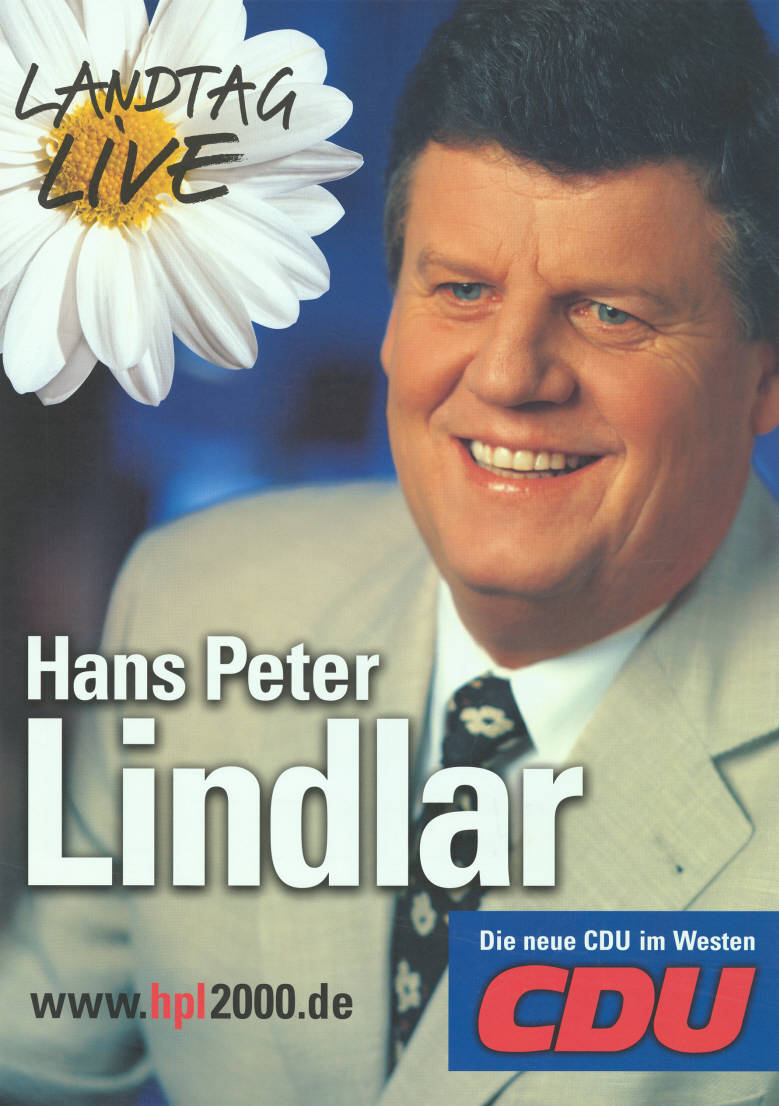
Hans Peter Lindlar auf einem Landtagswahlplakat 2000

Hans Peter Lindlar (* 23. Februar 1946 in Hennef) ist ein deutscher Politiker (CDU). Er war von 2005 bis 2010 Regierungspräsident des Regierungsbezirks Köln und war zuvor Mitglied des Landtages Nordrhein-Westfalen.

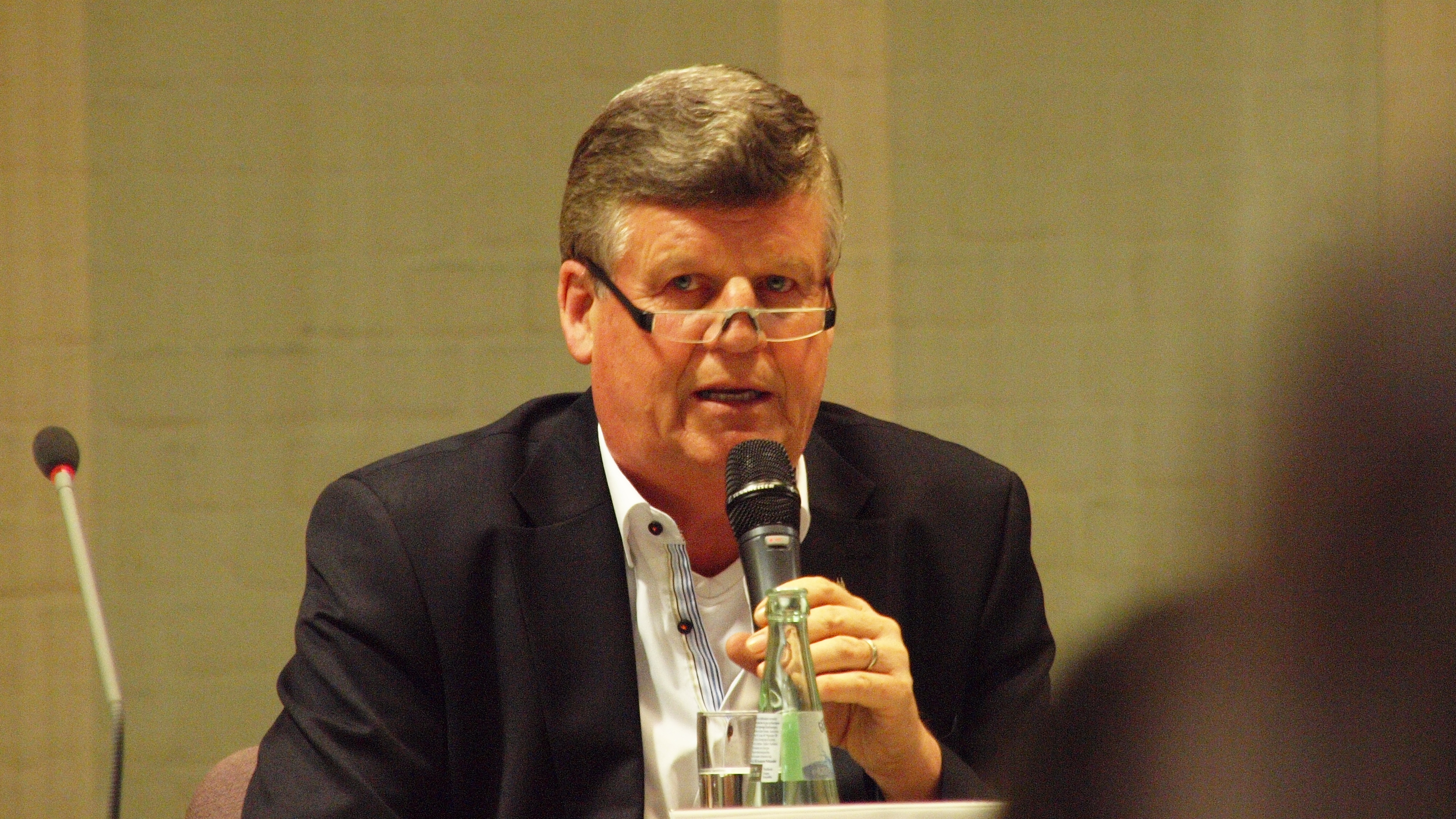
Hans Peter Lindlar (2015)

## Leben und Beruf
Nach dem Abitur im Jahre 1965 leistete Lindlar seinen Wehrdienst ab. Er ist Major der Reserve. Von 1967 bis 1972 studierte er an der Universität Bonn Germanistik und Geographie. Nach seiner Referendarzeit war er Studienrat für Deutsch und Erdkunde an Gymnasien in Siegburg und Königswinter. 1979 wurde er Oberstudienrat.
Lindlar ist verheiratet und hat zwei Kinder. Sein Vater ist der ehemalige Landrat Willi Lindlar.

## Politik
1979 wurde er Ratsmitglied in Hennef und auch Kreistagsmitglied im Rhein-Sieg-Kreis. Von Mai 1990 bis August 2005 war er Mitglied des Landtages Nordrhein-Westfalen. Dort war er Sprecher der CDU-Landtagsfraktion und Mitglied im Ausschuss für Umweltschutz und Raumordnung. Zum Regierungspräsidenten wurde er am 1. August 2005 ernannt. Für ihn rückte Karl-Josef Laumann in den Landtag nach.
Lindlar war Vorsitzender der Kommunalpolitischen Vereinigung (KPV) und stellvertretender Bundesvorsitzender der KPV sowie Mitglied des Präsidiums des Städte- und Gemeindebundes Nordrhein-Westfalen.
Nach dem Wechsel der Regierungskoalition in Nordrhein-Westfalen wurde am 18. August 2010 die bisherige Finanzexpertin der SPD-Fraktion, Gisela Walsken aus Duisburg, seine Nachfolgerin.
Seit April 2012 ist Lindlar Vorsitzender des Verschönerungsvereins für das Siebengebirge (VVS).

## Auszeichnungen
- Bundesverdienstkreuz am Bande (2018)[2]